# Liste von Orgelbauern (chronologisch)
Diese Liste enthält Orgelbauer in chronologischer Reihenfolge. Angegeben sind Lebens- oder Wirkungszeit sowie das Wirkungsgebiet. Die Liste erhebt keinen Anspruch auf Vollständigkeit und endet bisher mit dem Geburtsjahr 1900.

## 15. Jahrhundert
- Konrad Wolf (erwähnt 1426), Freiburg, Schweiz
- Heinrich Traxdorf (wirkte um 1443), Mainz, Nürnberg
- Friedrich Stuchs (wirkte um 1450), Nürnberg, Speyer
- Leonhard Mertz (um 1430–um 1498), Frankfurt am Main
- Burkhard Dinstlinger (um 1450–nach 1516), Südtirol, Österreich, Niederbayern, Sachsen
- Hans Hauck (um 1475–nach 1522), Preußen
- Hans Süss (Suys) (um 1475–1542/43), Nürnberg, Köln, Rheingebiet, Niederlande
- Hans Dinckel (um 1475/1480–nach 1542), Kurpfalz, Elsass
- Blasius Lehmann (um 1480–um 1543), Sachsen, Danzig
- Wolfgang Reichenauer (vor 1486–nach 1505), Heilbronn, Süddeutschland, Wien
- Peter Breisiger (oder Briesger; 1490–nach 1542), Koblenz
- Friedrich Pfannmüller (1490–1562), Amberg, Eger, Prag, Wien
- Hendrik Niehoff (um 1495–1560), Niederlande und Norddeutschland
- Benedikt Klotz (um 1500–1560), Dinkelsbühl, Ansbach

## 16. Jahrhundert
- Antonius Mors († 1560/62), Antwerpen, Schwerin, Berlin
- Jacob Scherer († um 1574), Norddeutschland
- Fabian Peters († nach 1576), Friesland, Mecklenburg, Vorpommern
- Adrian Zickermann († nach 1580), Cammin, Pommern
- Hermann Raphael Rodensteen (um 1525–1583)
- Heinrich Compenius der Ältere (1525–1611), Eisleben
- Nicolaas Niehoff (um 1525–1604), Niederlande
- Hans Scherer der Ältere (um 1525–1611), Norddeutschland
- David Beck (um 1540–um 1606), Halberstadt
- Andreas de Mare (vor 1540–nach 1599), Groningen und Bremen
- Marten de Mare (um 1540–1612), Groningen und Bremen
- Johann Lange (1543–1616), Kamenz
- Kaspar Sturm (um 1540–nach 1605), Bayern, Österreich
- Timotheus Compenius (um 1550–um 1607), Staffelstein (Oberfranken)
- Joachim Zickermann (um 1550–nach 1605), Preußen
- Nikolaus Maaß (um 1550–1615), Pommern und Dänemark
- Adrian Zickermann d. J. (um 1555–nach 1624), Preußen
- David Beck (vor 1565–nach 1597), Halberstadt
- Heinrich Compenius der Jüngere (um 1565–1631), Halle
- Stephan Cuntz (um 1565–nach 1629), Nürnberg
- Leopold Rotenburger (1568–1653), Salzburg
- Hans Hummel (um 1570–1630), Nürnberg, dann Krakau und Oberungarn
- Hans Scherer der Jüngere (1570/80–nach 1631), Norddeutschland
- Esaias Compenius der Ältere (1572–1617), Wolfenbüttel
- Antonius Wilde (vor 1575–um 1618), Elbe-Weser-Dreieck
- Gottfried Fritzsche (1578–1638), Norddeutschland
- Marx Günzer (um 1579–1628), Augsburg
- Andreas Butz (um 1580/90–1657), Württemberg, Bayern, Tirol, Salzburg
- Johan Lorentz (um 1580–1650), Norddeutschland und Dänemark
- Jacob Schedlich (1591–1669), Böhmen, Sachsen
- Joachim Kohlen (1598–1676), Gottsbüren
- Paul Rotenburger (1598–1661), Salzburg
- Mathias Rotenburger (1600–1668), Salzburg
- Friedrich Stellwagen (um 1600–1660), Norddeutschland

- Daniel Hayl († 1621/22), Irsee
- Daniel Hayl († nach 1638), Irsee
- Hans Diepold Hayl († nach 1638)
- Simon Hayl († nach 1642), Rottenbuch

## 17. Jahrhundert

### 1601–1650
- Tobias Brunner (1602–1665), Lunden
- Ludwig Compenius (1603–1671), Mitteldeutschland
- Jodokus (Jost) Sieburg (um 1605–1686), Göttingen
- Christian Förner (1609–1678), Wettin
- Georg Henrich Wagner (um 1610–1686), Hessen
- Andreas Werner (um 1610–1662), Sachsen, Brandenburg
- Johann Werner (um 1610–nach 1660), Preußen
- Hans Wolff Schonat (1614–um 1673), Niederlande
- Daniel Herz (1618–1678), Tirol
- Heinrich Herbst der Ältere (um 1620–1687), Hildesheim, Magdeburg, Harzvorland
- Sebastian Achamer (1623–1694), Süddeutschland und Österreich
- Eugenio Casparini (1623–1706), Italien
- Christoph Donat (1625–1706), Leipzig
- Matthias Tretzscher (1626–1686), Kulmbach
- Johannes Wendel Kirchner (1628–1709), Kiedrich (Hessen)
- Paul Prescher (1628–1695), Nördlingen
- Hans Christoph Fritzsche (vor 1629–1674), Norddeutschland
- Jacob Köck (1630–1673), Brixen/Tirol
- Marx Ehinger (um 1630/35–um 1706), Aitrang
- Berendt Hus (um 1630–1676), Onkel und Lehrer von Arp Schnitger
- Andreas Tamitius (1633–1700), Dresden
- Michael Kanhäuser (1634–1701), Oberpfalz, Böhmen
- Tobias Dressel (1635–1717), Sachsen
- Peter Henrich Varenholt (1635/40–nach 1715), Bielefeld
- Johann Peter Geissel (1636–nach 1689), Worms
- Johann Ehemann (vor 1638–1670), Oberschwaben
- Johann König (1639–1691), Bayern
- David Kohlen (1640–1737), Gottsbüren
- Gottfried Richter (1640–1717), Sachsen
- Christoph Egedacher (1641–1706), Süddeutschland und Salzburg
- Johann Christoph Hart (1641–1719), Ostheim vor der Rhön
- Jost Friedrich Schäffer (vor 1642–1723), Hessen
- Hinrich Klausing (1642/43–1720), Nordwestdeutschland
- Christoph Junge (1644–1687), Mitteldeutschland
- Robert Clicquot (1645–1719), Nordfrankreich
- Adam Öhninger (um 1646–1716), Fulda
- Andreas Schneider (1646/47–1685), Höxter
- Martin Junkhans (1648–1728), Bozen
- Caspar Schippel (um 1648–1722), Südthüringen
- Arp Schnitger (1648–1719), Norddeutschland und Niederlande
- Matthias Dropa (1650–1732), Norddeutschland
- Heinrich Herbst der Jüngere (um 1650–1720), Hildesheim, Magdeburg, Harzvorland

- Edo Evers (zwischen 1616 und 1630 nachweisbar), Emden und Jever
- Levinus Eekmans († 1641), Westfalen (seit 1621 nachweisbar)
- Christoph Egedacher der Ältere († 1661), Süddeutschland (seit 1636 nachweisbar)
- Caspar Lehmann (zwischen 1661 und 1673 nachweisbar), Suhl

### 1651–1700
- Johann Georg Fux (1651–1738), Süddeutschland
- Marx (Markus) Ehinger (vor 1652–um 1706), Aitrang
- Andreas Schweimb (1654–1701), Einbeck, Niedersachsen
- Johann Friedrich Wender (1655–1729), Thüringen
- Johann Conrad Vogel (1656–1721), Amberg
- Lothar Franz Walter (um 1656–1733), Österreich
- Johann Adam Brandenstein (1657–1726), Unterfranken
- Johann Jakob Dahm (1659–1727), Mainz
- Georg Christoph Stertzing (1660–1717), Thüringen
- Franz Köck (1661–1719), Brixen/Tirol
- Johann Friedrich Macrander (1661–1741), Frankfurt am Main
- Georg Siegmund Leyser (1662–1708), Mittelfranken
- Valentin Ulrich Grotian (1663–1741), Ostfriesland
- Elias Hößler (1663–1746), Oberpfalz, Mittelfranken
- Johann Josua Mosengel (1663–1731), Hannover, Ostpreußen
- Andreas Schöpf (um 1663–1734), Seßlach
- Christoph Gloger (1665–1773), Halberstadt
- Johann Jacob John (1665–1707), Westfalen
- Johann Christoph Egedacher (1666–1747), Salzburg
- Johannes (Marinus) Köck (1666–1721), Innichen/Tirol
- Johann Georg Allgeyer d. Ä. (um 1670–nach 1724), Region Aalen
- Johann Eberhard Dauphin (um 1670–1731), Hessen
- Johann Heinrich Gloger (um 1670/75–1732), Niedersachsen
- Valentin Müller (um 1670–1734), Rhein-Neckar-Raum
- Georg Wagner (um 1670–um 1735), Hessen
- Johann Nikolaus Schäfer (1671–1744), Hessen
- Johann Christian Rindt (1672–1744), Hessen
- Johann Jakob Späth (1672–1760), Regensburg
- Johann Anton Weise (1672–1750), Thüringen
- Christoph Treutmann (um 1673–1757), Magdeburg
- Johann Baptist Funtsch (1674–1743), Amberg/Oberpfalz
- Otto Diedrich Richborn (1674–1729), Norddeutschland
- Johann Ignaz Egedacher (1675–1744), Süddeutschland
- Rudolf Garrels (1675–1750), Ostfriesland, Niederlande
- Caspar König (1675–1765), Bayern
- Johann Scheibe (um 1675–1748), Sachsen
- Andreas Reinecke (1675/80–1727), Nordhessen, Ostwestfalen
- Adam Horatio Casparini (1676–1745), Breslau
- Christoph Cuntzius (auch Contius, Cuncius) (1676–1722), Mitteldeutschland
- Henrich Mencke (1677–1727), Westfalen
- Andreas Silbermann (1678–1734), Elsass und Schweiz
- Heinrich Nicolaus Trebs (1678–1748), Thüringen
- Joseph Waltrin (1679–1747), Elsass
- Christian Vater (1679–1756), Norddeutschland
- Johann Georg Fincke (1680–1749), Saalfeld
- Nicolaus Seeber (1680–1739), Römhild
- Christian Joachim (um 1680–nach 1745), Halle
- Leopold Spiegel (um 1680–1730), Prag, Böhmen
- Tobias Heinrich Gottfried Trost (um 1680–1759), Thüringen
- Andreas Hildebrandt (1681/91–1762), Danzig
- Gerhard von Holy (1681–1736), Ostfriesland und Westfalen
- Jean Nollet (1681–1735), Luxemburg
- Erasmus Bielfeldt (1682–1753), Norddeutschland
- Johann Christian Dauphin (1682–1730), Mitteldeutschland
- Johann Christoph Thielemann (1682–1755), Arnstädter Hoforgelmacher
- Johann Berenhard Klausing (vor 1683–1762), Nordwestdeutschland
- Daniel Mütze (1683–1741), Waldeckischer und Marburger Raum
- Johann Georg Schröter (1683–1747), Thüringen
- Gottfried Silbermann (1683–1753), Freiberg, Sachsen
- Johann Michael Stumm (1683–1747), Sulzbach, Hunsrück
- Balthasar König (1684–1756), Eifel
- Johann Friedrich Schäffer (nach 1685–nach 1748), Hessen
- Christian Schmidt (1685– vor 1757), Nordsachsen
- Johannes Creutzburg (1686–1738), Eichsfeld, Thüringen
- Johann Georg Rohrer (1686–1765), Elsass, Baden
- Philipp Franz Schleich (1686–1723), Oberpfalz
- Michael Bach (1687–1772), Mechterstädt, Thüringen
- Johann Tobias Dressel (1687–1758), Sachsen
- Christian Klausing (1687–1764), Mittelweser, Nordwestdeutschland
- Stephan Kohlen (1687–1758), Gottsbüren
- Zacharias Hildebrandt (1688–1757), Sachsen
- Andreas Mitterreither (1688–1765), Steiermark, ab 1724 Altötting
- Augustin Simnacher (1688–1757), Süddeutschland und Österreich
- Heinrich Gottlieb Herbst (1689–1738), Magdeburg
- Johann Christoph Mocker II. (um 1689–1753), Roßleben, Thüringen
- Johann Friedrich Constabel (1690–1762), Ostfriesland
- Daniel Creutzburg (1690–1765), Eichsfeld, Thüringen
- Johann Hinrich Klapmeyer (1690–1757), Glückstadt
- Christian Müller (1690–1763), Niederlande
- Joachim Wagner (1690–1749), Berlin, Brandenburg
- Johann Christoph Wiegleb (1690–1749), Wilhermsdorf
- Johannes Kohlhaas der Ältere (1691–1757), Rheinhessen, Rheingau, Mainz
- Johann Gottlieb Tamitius (1691–1769), Sachsen
- Johann Martin Baumeister (1692–1780), Eichstätt
- Johann Conrad Schöpf (1692–1752), Seßlach
- Johann Adam Berner (Vater) (1693–um 1735), Osnabrück
- Georg Sigismund Caspari (1693–1741), Königsberg, Preußen
- Franz Caspar Schnitger (1693–1729), Niederlande
- Johann Philipp Seuffert (1693–1780), Unterfranken
- Quirin Weber (1693–1751), Oberbayern
- Gottfried Sonnholz (1695–1781), Wien
- Johann Rudolf Voit (1695–1786), Schweinfurt
- Johann Konrad Brandenstein (1695–1757), Bayern
- Johann Christian Dotzauer (1696–1773), Thüringen
- Franciscus Volckland (1696–1779), Thüringen
- Johann Jakob Bommer (1697–1775), Thurgau, St. Gallen
- Johann Franz Faßmann (1697–nach 1760), Böhmen, Oberpfalz
- Johann Georg Fischer (1697–1780), Freiburg i. Br.
- Barthold Fritze (1697–1766), Braunschweig
- Johann Ernst Hähnel (1697–1777), Sachsen
- Johann Hencke (1697–1766), Wien
- Johann Patroclus Möller (1698–1772), Westfalen
- Hieronymus Spiegel (1699–1779), Fridingen an der Donau, Rottenburg am Neckar, Südwestdeutschland
- Andreas Kayser (1699–1768), Pulsnitz
- Johann (Hans) Conrad Wegmann (1699–1738) Schweiz, Darmstadt, Frankfurt am Main
- Matthias Amoor (um 1700–1769), Niederlande (seit 1725 nachweisbar)
- Johann Dietrich Busch (1700–1753), Norddeutschland
- Johann Cronthaler (1700–1773), Bayern, Tirol
- Hermann Peter Dibelius (1700–1774), Kassel
- Joseph Gabler (1700–1771), Oberschwaben
- Philipp Heinrich Hasenmeyer (1700–1783), Hohenlohe
- Georg Friedrich Schmahl (1700–1773), Ulm, Schwaben

- Johann Geißler (17. Jahrhundert), Salzburg, Luzern
- Johannes Millensis (17. Jahrhundert), Berne
- Johannes Pauly (17. Jahrhundert), Oldersum
- Hans Henrich Reinking (17. Jahrhundert), Bielefeld
- Georg Weindt (17. Jahrhundert), Schluckenau, Böhmen
- Johann Rätze (17./18. Jahrhundert), Zittau
- Peter Herold († 1700), Apolda (seit 1690 nachweisbar)
- Johann Balthasar Held († 1709), Lüneburg und Stettin (seit 1672 nachweisbar)
- Joachim Kayser († 1720), Ostfriesland und Jeverland (seit 1674 nachweisbar)
- Gregorius Struve († vor 1737), Oldenburg und Bremen (seit 1693 nachweisbar)
- Johann Gottfrie Tamitius († vor 1741), Sachsen
- Johann Georg Ehinger († 1744), Aitrang
- Philipp Hillenbrand († 1744), München
- Johann Georg Mitterreither († 1747), Steiermark
- Johann Wilhelm Dibelius († 1748), Kassel

## 18. Jahrhundert

### 1701–1750
- Johann Georg Aichgasser (1701–1767), Oberschwaben und Hohenzollern
- Tobias Schramm (1701–1771), Dresden
- Johann Friedrich Syer (1701–1787), Hessen
- Johann Wilhelm Gloger (1702–1760), Niedersachsen
- Johann Christoph Hüsemann (1702–1774), Herzogtum Braunschweig
- Johann Casper Beck (1703–1774), Thüringen, Hessen
- Johann Adam Ehrlich (1703–1784), Baden-Württemberg
- Johann Ernst Döring, (1704–1787), Ostheim vor der Rhön
- Dietrich Christoph Gloger (1704/1708–1773), Niedersachsen
- Andreas Jäger (1704–1773), Füssen
- Johann Friedrich Ernst Müller (1704–1750), Baden und Pfalz
- Nikolaus Rummel der Ältere (ca. 1704–1794), Linz
- Anton Gartner (1707–1771), Böhmen
- Heinrich Andreas Contius (1708–1795), Baltikum
- Johann Baptist Waltrin (1708–1753), Elsass, Burgundische Pforte sowie Schweizer Kantone Bern und Jura
- Johann Heinrich Hartmann Bätz (1709–1770), Thüringen, später Niederlande
- François Lamathe Dom Bédos de Celles de Salelles (1709–1779), Frankreich
- Jacob Philipp Bouthellier (1710–1781), Dinkelsbühl
- Johann Konrad Funtsch (1710–1792), Oberpfalz
- Gottfried Heinrich Gloger (1710–1779), in Norwegen tätig
- Eilert Köhler (um 1710–1751), Grafschaft Oldenburg
- Liborius Müller (um 1710–1753), Baden und Pfalz
- Roman Benedikt Nollet (1710–1779), Region Trier, Luxemburg, Saarland
- Karl Joseph Riepp (1710–1775), Süddeutschland und Frankreich
- Ignaz Franz Wörle (1710–1778), Bozen, Südtirol
- Gerhard Arend Zelle (ca. 1710–1761), Wilna
- Heinrich Wilhelm Eckmann (1712–1777), Nordwestdeutschland
- Johann Andreas Fux (1712–1772), Süddeutschland
- Johann Andreas Silbermann (1712–1783), Elsass
- Johann Georg Stein der Ältere (1712–1785), Uelzen, Lüneburg
- Balthasar Freiwiß (auch Freiwis, Freywis oder Freiweis) (1713–1783), Süddeutschland
- Gottlieb Scholtze (1713–1783), Nordostdeutschland
- Nicolas Dupont (1714–1781), Lothringen
- Johann Rochus Egedacher (1714–1785), Salzburg
- Matthias Jeßwagner (1714–1772), Wien
- Johann Christian Köhler (1714–1761), Frankfurt am Main
- Franz Jakob Späth (1714–1786), Regensburg
- Sebastian Fichslin (vor 1715–nach 1719), Sulzburg
- Adam Gottlob Casparini (1715–1788), Breslau und Königsberg
- Anton Bayr (1716–1792), Süddeutschland
- Humbert Waltrin (1716–nach 1769), Elsass und Bretagne
- Johann Matthias Schreiber (1716–1771), Glückstadt
- Johann Andreas Heinemann (1717–1798), Hessen
- Johann Daniel Silbermann (1717–1766), Elsass
- Martin Baur (1720–1805), Schattwald, Tirol
- Johann Conrad Bürgy (1721–1792), Mittelhessen
- Johann Adam Funtsch (1721–1810), Oberpfalz
- Johann Emanuel Schweinefleisch (1721–1771), Sachsen
- Johann Adam Berner (Sohn) (1723–1768), Nordwestdeutschland
- Johann Wilhelm Schöler (1723–1793), Bad Ems
- Johann Adam Schöpf (1723–1796), Seßlach
- Johann Michael Wagner (1723–1801), Thüringen
- Johann Hinrich Klapmeyer (1724–1792), Otterndorf
- Johann Jacob Schramm (1724–1808), Sachsen
- Frans Casper Snitger (1724–1799), Niederlande
- Johann Schweinacher (um 1725–1793), Landshut
- Johannes Schlottmann (1726–1795), Bad Hersfeld, Friedewald (Hessen)
- Johann Wilhelm Schmerbach der Ältere (1726–1789), Frieda, Nordhessen, Eichsfeld, Thüringen
- Gaetano Callido (1727–1813), Venedig
- Johann Heinrich Silbermann (1727–1799), Straßburg
- Johann Andreas Stein (1728–1792), Augsburg
- Johann Stephan Heeren (1729–1804), Hessen
- Dirk Lohman (1730–1814), Emden
- Jürgen Hinrichsen Angel (um 1732–1810), Flensburg
- Franz Xaver Christoph (1733–1793), Wien, Niederösterreich
- Georges Küttinger (1733–1783), Nancy
- Johann Michael Hesse (1734–1810), Thüringen
- Johann Matthäus Schmahl (1734–1793), Ulm, Schwaben
- (Philipp) Ernst Wegmann (1734–1778), Frankfurt am Main
- Johann Daniel Busch (1735–1787), Norddeutschland, Sohn von Johann Dietrich Busch
- Johann Evangelist Feyrstein (1735–1779), Tirol
- Johannes Kohlhaas der Jüngere (1736–1775), Rheinhessen, Rheingau, Mainz
- Anton Pfliegler (1736–1805), Österreich
- Ferdinand Stieffel (1737–1818), Baden
- Johann-Markus Oestreich (1738–1833), Hessen, Franken, Thüringen, Ostwestfalen
- Georg Markus Stein (1738–1794), Durlach
- Johann Gottlob Tamitius (1738–1819), Sachsen
- Jordi Bosch i Bernat, (1739–1800), Mallorca und Spanien
- Matthias Friese (1739–1786), Kummerow (am See)
- Johann Georg Geib (1739–1818), Pfalz
- Johann Martin Anwander (1740–1798), Bayern, Tirol
- Blasius Bernauer (1740–1818), Südbaden und Schweiz
- Hinrich Just Müller (1740–1811), Ostfriesland
- Adrien Joseph Pottier (vor 1742–nach 1767), Burckheim, Schweiz
- Johann Gottlob Trampeli (1742–1812), Sachsen
- Johann Ferdinand Hüsemann (1743–unbekannt), Herzogtum Braunschweig
- Olof Schwan (1744–1812), Schweden
- Johann Christian Friedrich Flemming (1745–1811), Sachsen
- Joseph Höß (1745–1797), Süddeutschland
- Johann Friedrich Wenthin (1746–1805), Ostfriesland und Niederlande
- Johann Christoph Schröther der Ältere (1747–1822), Niederlausitz und Brandenburg
- Johann Bernhard Nollet (1748–um 1802), Trier, Luxemburg
- Georg Wilhelm Wilhelmy (1748–1806), Stade
- Rochus Franz Ignaz Egedacher (1749–1824), Salzburg
- Johann Christian Kayser (1750–1813), Sachsen
- Michael Stiehr (1750–1829), Elsass und Pfalz

- Stumm, Hunsrücker Orgelbauerfamilie, Raunen / Sulzbach bei Idar-Oberstein (1714–1906/1920)
- Jacques Besançon (um 1750), Elsass
- Louis Dubois (um 1750), Elsass
- Kaspar Mitterreither († 1779), Graz
- Johann Friedrich Euler († 1795), Gottsbüren
- Josef Silberbauer († 1805), Znaim, Südmähren, Niederösterreich (seit 1768 nachweisbar)

### 1751–1800
- Johann Andreas Goll (1751–1823), Kirchheim unter Teck
- Johann Friedrich Wilhelm Grüneberg (1751–1808), Brandenburg
- Christian Erdmann Kindten (1752–1803), Stralsund, Pommern
- Caspar Melchior Vorenweg (1753–1844), Westfalen
- Anton Overmann I. (1754–1819), Nordbaden und Pfalz
- Joseph Bergöntzle (1754–1819), Elsass und Vorarlberg
- François Callinet (1754–1820), Elsass
- Johann George Gast (1755–nach 1821), Bahro, ab 1805 Fürstenberg (Oder)
- Ignaz Kober (1756–1813), Wien
- Johann Eberhard Walcker (1756–1843), Cannstatt
- Johann Evangelist Schmidt (1757–1804), Wangen im Allgäu, Salzburg
- Johann Simon Buchholz (1758–1825), Berlin
- Philipp Heinrich Bürgy (1759–1824), Mittelhessen
- Johann Wolfgang Eichmüller (1759–1847), Kloster Heilsbronn
- Heinrich Hermann Freytag (1759–1811), Niederlande
- Johann Gottfried Rohlfs (1759–1847), Ostfriesland
- Jacob Courtain (um 1760–1825), Nordwestdeutschland
- Franz Joseph Wirth (1760–1819), Süddeutschland
- Carl Gotthold Claunigk (1761–1829), Niederlausitz
- Meinrad Dreher (1763–1838), Oberschwaben
- Johann Andreas Hesse (1763–1835), Sachsen
- Johann Arndt-Ahrend (1764–1829), aus Nomborn, Westerwald, Deutschland
- Wilhelm Hepp (1764–1832), Oberpfalz
- Friedrich Friese I (1765–1833), Parchim
- Mathias Martin (1765–1825), Baden
- Johann Wilhelm Schmerbach der Mittlere (1765–1831), Frieda, Nordhessen, Eichsfeld, Thüringen
- Johann Gottlob Häcker (1766–1817), Pegau
- Johann Benedikt Ernst Wegmann (1765–1828), Frankfurt am Main
- Johann Viktor Gruol der Ältere (1766–1836), Bissingen an der Teck, Baden-Württemberg
- Joseph Schweinacher (1766–1851), Landshut
- Nicolai Hinrichsen Angel (1767–1842), Flensburg
- Xaver Bernauer (1768–1831), Südbaden und Schweiz
- Johann Georg Fischer (1769–1850), Niederösterreich
- Johann Georg Oestreich (1770–1858), Hessen, Franken, Thüringen
- Gerhard Janssen Schmid (1770–1845), Ostfriesland und Oldenburger Land
- Nikolaus Schuble (1770–1816), Südbaden
- Johannes Wilhelmus Timpe (1770–1837), Niederlande
- Johann Georg Bürgy (1771–1841), Mittelhessen
- Johann Hartmann Bernhard (1773–1839), Hessen
- Wilhelm Caspar Joseph Höffgen (1773–1849), Ostfriesland
- Joseph Konradt (um 1773–1838), Salzburg
- Jakob Graß (1774–1823), Tirol
- Johann Christoph Schröther der Jüngere (1774–1859), Niederlausitz und Brandenburg
- Pietro Antonio Bossi (1775–1848), Triest
- Johann Georg Gröber (1775–1849), Innsbruck
- Johann Dietrich Kuhlmann (um 1775–1846), Hessen
- Johann Adam Oestreich (1776–1865), Hessen, Thüringen, Ostwestfalen
- Ignaz Reinold (1777–1848), Mähren, Niederösterreich
- Johann Caspar Schlimbach (1777–1861), Bad Königshofen
- Mathias Weber (1777–1848), Oberperfuss/Tirol
- Joachim Wenthin (1778–1857), Emsland und Tecklenburg
- Martin Anwander (1780–1838), Bayern, Tirol
- Ignaz Bruder (1780–1845), Süddeutschland
- Johann Georg Wilhelm Wilhelmy (1781–1858), Stade
- Johann Benjamin Witzmann (1782–1814), Stadtilm, Thüringen
- Christian Bethmann (1783–1833), Norddeutschland
- Christian Carl David Beyer (1785–1856), Orgelbaumeister aus Großzschocher bei Leipzig
- Ludwig Friedrich Goll (1785–1853), Kirchheim unter Teck
- Gottlieb Heise (1785–1847), Potsdam
- Johann Georg Schäfer (1785–1845), Göppingen
- Friedrich Wilhelm Wäldner (1785–1852), Halle (Saale)
- Eobanus Friedrich Krebaum (1786–1845), Eschwege
- Jonathan Bätz (1787–1849), Niederlande
- August Wilhelm Grüneberg (1787–1837), Stettin
- Johann Gottlob Mende (1787–1850), Leipzig
- Anton Overmann II. (1787–1843), Nordbaden und Pfalz
- Bernhard Dreymann (1788–1857), Mainz
- Franz Joseph Merklin (1788–1857), Baden
- Wilhelm Friedrich Overmann (1789–1839), Nordbaden und Pfalz
- Peter Überbacher (1789–1852), Österreich
- Johann Kersting (1790–1854), Westfalen
- Balthasar Conrad Euler (1791–1874), Gottsbüren
- Carl Gottlob Häcker (1791–1860), Pegau, Borna
- Wilhelm Eilert Schmid (1791–1856), Ostfriesland
- Friedrich Friese II (1792–1863), Schwerin
- Christian Gottlob Steinmüller (1792–1864), Sachsen
- Stephan Hechinger (1793–nach 1867), Wien
- Johann Friedrich Schulze (1793–1858), Thüringen, Norddeutschland
- Heinrich Wilhelm Breidenfeld (1794–1875), Münster und Trier
- Joseph Anton Dreher (1794–1849), Oberschwaben
- Wilhelm Lang (1794–1858), Berlin
- Eberhard Friedrich Walcker (1794–1872), Ludwigsburg
- Johann Wilhelm Schmerbach der Jüngere (1795–1872), Frieda, Nordhessen, Thüringen
- Carl August Buchholz (1796–1884), Berlin
- Herman Eberhard Freytag (1796–1879), Niederlande und Ostfriesland
- Urban Kreutzbach (1796–1868), Mitteldeutschland
- Gustaf Andersson (1797–1872), Schweden
- Johann Heinssen (1797–1849), Oberpfalz, Niederbayern
- Friedrich Jahn (1798–1875), Dresden
- Joseph Pröbstl (1798–1866), Schwaben
- Johann Michael Schmidt (1798–1876), Schmiedefeld, Thüringen
  - Adam Joseph Oestreich (1799–1843), Hessen, Franken
- Philipp Furtwängler (1800–1867), Elze bei Hildesheim
- Heinrich Lohstöter (um 1800–1830), Hannover

- Johann Nicolaus Langenhan (Ende 18. Jahrhundert), Gotha
- Jean-Baptiste Le Picard (18. Jahrhundert), Lüttich (baute Orgeln u. a. in Lüttich, Tongeren, Gronsfeld, Maastricht, Roermond, Kloster Gräfinthal)
- David Posselt (18. Jahrhundert), Wien
- Johann Heinrich Scherff (18. Jahrhundert), Pößneck
- Johann Kaspar Wancke, Duderstadt
- Johann Peter Weise (18. Jahrhundert), Uhlstädt-Kirchhasel
- Orgelbauerfamilie Weiß (18. Jahrhundert), Oberpfalz, Schlesien
- Orgelbauerfamilie Zinck (18. Jahrhundert), Hessen

## 19. Jahrhundert
- Joseph Anton Bohl (1801–1878), Augsburg
- Carl Friedrich Ferdinand Buckow (1801–1864), Norddeutschland, Sachsen, Österreich
- Carl Göller (1801–1887), Baden
- Andreas Arndt-Ahrend (1802–1862), aus Nomborn, Westerwald, Deutschland
- Michael Oestreich (1802–1838), Ostwestfalen
- Gerd Sieben Janssen (1802–1899), Ostfriesland
- Heinrich Schaper (1802–1884), Hildesheim
- Christian Gottlieb Friedrich Witte (1802–1873), Niederlande
- Johann Dummel (um 1803–1873), Radolfzell am Bodensee, Salzburg
- Friedrich Wilhelm Bernhard (1804–1861), Hessen
- Johann Andreas Engelhardt (1804–1866), Harz
- Christian Friedrich Göthel (1804–1873), Sachsen
- Karl Traugott Stöckel (1804–1881), Freiberg, Dippoldiswalde
- Elias Hook (1805–1881), USA
- Georg Carl Kuhlmann (1805–1868), Hessen, Westfalen
- Adam Karl Bernhard (1807–1893), Hessen
- Josef Breinbauer (1807–1882), Ottensheim, Österreich
- George Hook (1807–1880), USA
- Ludwig Mooser (1807–1881), Österreich, Ungarn
- Augustin Oestreich (1807–nach 1855), Hessen, Pennsylvania (USA)
- Ferdinand Scheller (1807–1887), Celle
- Ernst Balthasar Schlimbach (1807–1896), Würzburg
- Carl Hesse (1808–1882), Österreich
- Arnold Rohlfs (1808–1882), Ostfriesland
- Friedrich Specht (1808–1865), Amberg/Oberpfalz
- Joseph Aigner (1809–1887), Tirol
- Carl Ludwig Gesell (1809–1867), Potsdam, Mittelmark
- Ludwig Weineck (1809–1884), Bayreuth, Nordbayern
- August Witzmann (1809–1881), Stadtilm, Thüringen
- Alois Hörbiger (1810–1876), Österreich, Slowenien, Banat
- Johann Heinrich Schäfer (1810–1887), Heilbronn
- Carl Gottlieb Weigle (1810–1882), Süddeutschland
- Aristide Cavaillé-Coll (1811–1899), Paris, Frankreich
- Ferdinand Dinse (1811–1889), Berlin
- Friedrich Haas (1811–1886), Schweiz
- Johann Claussen Schmid (1811–1881), Oldenburger Land
- Alois Schönach (1811–1899), Österreich
- Friedrich Wilhelm Winzer (1811–1886), Wismar
- Carl Giesecke (1812–1888), Göttingen
- Max Maerz (1812–1879), München
- Louis Witzmann (1812–1877), Stadtilm, Thüringen
- Anton Ehrlich (1814–1881), Niederbayern
- Julius Strobel (1814–1884), Frankenhausen
- Caspar Melchior Kersting (1815–1879), Westfalen
- Johann Gotthilf Bärmig (1815–1899), Sachsen
- Friedrich Hermann Lütkemüller (1815–1897), Wittstock
- Franz Ullmann (1815–1892), Österreich
- Georg Beer (1816–1876), Bayern
- August Ferdinand Wäldner (1817–1905), Halle (Saale)
- Johann Georg Förster (1818–1902), Hessen
- Friedrich Ladegast (1818–1905), Weißenfels
- Benedikt Latzl (1818–1884), Mähren, Niederösterreich
- Josef Sies (1818–1886), Tirol
- Georg Friedrich Wagner (1818–1880), Oberhessen
- Peter Dickel (1819–1896), Hessen
- Johann Ehrlich (1819–1860), Niederbayern
- Joseph Merklin (1819–1905), Deutschland, Belgien, Frankreich
- Georg Friedrich Steinmeyer (1819–1901), Oettingen, Bayern
- August von Werder (1819–1882), Göttingen und Northeim
- Carl Friedrich Wilhelm Böttcher (1820–1883), Magdeburg
- Johann Hinrich Färber (1820–1888), Tönning, Nordfriesland
- Friedrich Albert Johann Baptist Overmann (1820–1868), Nordbaden
- Nicolaus Schrickel (1820–1893) Eilenburg, Sachsen
- Johann Anton Breil (1821–1892), Regensburg
- Henry Willis (1821–1901), London
- Joseph Bittner (1822–1908), Eichstätt
- Franz Wilhelm Sonreck (1822–1900), Köln
- Bernhard Speith (1822–1905), Rietberg
- Hermann Dreymann (1824–1862), Mainz
- Christoph Ludwig Goll (1824–1897), Kirchheim unter Teck
- Brond de Grave Winter (1824–1892), Ostfriesland
- Friedrich Gerhard Leichel (1824–1890), Düsseldorf, seit 1886 Lochem, Niederlande
- Conrad Geißler (1825–1897), Eilenburg
- Albert Lang (1825–1903), Berlin
- Friedrich Erdmann Petersilie (1825–1901), Bad Langensalza
- Franz Weber (1825–1914), Oberperfuss/Tirol
- Carl Friedrich Buchholz (1826–1885), Berlin
- Adalbert Förtsch (1826–um 1899), Thüringen
- Johann Georg Schäfer (1826–1886), Göppingen
- Friedrich Wilhelm Euler (1827–1893), Gottsbüren
- Friedrich Friese III (1827–1896), Schwerin
- Friedrich Albert Mehmel (1827–1888), Stralsund
- Ludwig Edenhofer (1828–1895), Oberpfalz
- Karl Barnim Theodor Grüneberg (1828–1907), Stettin, Pommern
- Ehrenfried Leichel (1828–1905), Duisburg, dann Arnheim, Niederlande
- Ignaz Dörr (1829–1886), Hardheim
- Balthasar Pröbstl (1830–1895), Schwaben
- Carl Eduard Schubert (1830–1900), Erzgebirge
- Christian Wendt (um 1830–1900), Aachen
- Sigmund Friedrich Braungart (1831–um 1907), Marktbreit[1]
- Wilhelm Sauer (1831–1916), Frankfurt (Oder)
- Wilhelm Blessing (1832–1870), Baden-Württemberg
- Johannes Strebel (1832–1909), Nürnberg u. a.
- Jakob Müller (1834–1899), Rosenheim, Bayern
- Franz Joseph Schorn (1834–1905) aus Kuchenheim, Eifel
- Franz Sales Ehrlich (1835–1883), Braunau
- Friedrich Fleiter (1836–1924), Münster
- Heinrich Ludwig Euler (1837–1906), Gottsbüren
- Mathias Burkard (1838–1922), Heidelberg
- Edmund Fabritius (1838–1914), Grevenbroich und Kaiserswerth
- Karl Schäfer (1838–1922), Heilbronn
- Friedrich Goll (1839–1911), Luzern, Schweiz
- Guido Hermann Schäf (1840–1911), Sachsen
- August Schaper (1840–1920), Hildesheim
- Johann Jelaćić (1840–1899), Speyer
- Martin Joseph Schlimbach (1841–1914), Würzburg
- Louis Debierre (1842–1920), Frankreich
- Adrian Spamann (1843–1928), Lothringen, Saarland
- Carl Eduard Gesell (1845–1894), Potsdam, Mittelmark, später Buenos Aires, Konstantinopel
- Josef Mauracher (1845–1907), Oberösterreich
- Emil Witzmann (1845–1890), Stadtilm, Thüringen
- Wilhelm Bader sen. (1846–1927), Hardheim
- Carl Börger (1846–1917), Mecklenburg
- Johann Martin Schmid (1847–1923), Oldenburger Land
- Franz Borgias Maerz (1848–1910), München
- Martin Binder (1849–1904), Bayern
- Cesare Donadoni (1849–1905), Berlin
- Franz Eggert (1849–1911), Paderborn
- Anton Behmann (1850–1932), Schwarzach, Vorarlberg
- Johann Lachmayr (1850–1915), Österreich
- Anton Schönhofer (1850–1918), Pressburg
- Friedrich Weigle (Vater) (1850–1906)
- Bruno Kircheisen (1852–1921), Sachsen
- Karl Friedrich Otto Petersilie (1852–1928), Bad Langensalza
- Johann Diepenbrock (1854–1901), Ostfriesland
- Ernst Seifert (1855–1928), Köln, Kevelaer
- Georg Emil Müller (1857–1928), Sachsen
- Johannes Steinmeyer (1857–1928), Oettingen, Bayern
- Carl Leopold Wegenstein (1858–1937), Timişoara, Siebenbürgen
- Leopold Breinbauer senior (1859–1920), Ottensheim, Österreich
- Josef Hackl (1859–1. Hälfte des 20. Jahrhunderts), Rosenheim, Bayern
- Bruno Goebel (1860–1944), Königsberg
- Ludwig Edenhofer junior (1861–1940), Deggendorf
- Adam Grünsfelder (1861–1934), Ochsenfurt am Main (Bayern), Salzburg
- Friedrich Wilhelm Berger (1862–1929), Pegau, Borna
- Hugo Böhm (1862–1935), Gotha, Thüringen
- Josef Sapl (1862–1925), Tirol
- Julius Schwarz (1862–1934), Rostock, Norwegen
- Willibald Siemann (1864–1932), Bayern
- Josef Brandl (Orgelbauer) (1865–1938), Marburg/Maribor, Untersteiermark, Slowenien
- Ernest Martin Skinner (1866–1960), USA
- John T. Austin (1869–1948), USA
- Alexander Schuke (1870–1933), Potsdam
- Franz Josef Swoboda (1870–1934), Österreich
- Paul Faust (1872–1953), Barmen und Schwelm
- Anton Feith (1872–1929), Paderborn
- Julius Schwarzbauer (1873–nach 1940), Mindelheim
- Karl Bockisch (1874–1952), Baden-Württemberg
- Wilhelm Bader junior (1875–1964), Hardheim
- Victor Gonzalez (1877–1956), Frankreich
- Albert Moser (1878–1960), München
- Maximilian Bader (1879–1955), Hardheim
- Ludwig Eisenschmid (1879–1959), Erling
- Josef Behmann (1880–1932), Sohn von Anton, Schwarzach, Vorarlberg
- Leopold Nenninger (1880–1970), München
- Georg Glatzl (1881–1947), Oberbayern
- Friedrich Weigle (Sohn) (1882–1958)
- Christian Börger (1883–1955), Mecklenburg
- Leopold Breinbauer junior (1886–1920), Ottensheim, Österreich
- Max Dreher (1886–1967), Baden-Württemberg, Salzburg
- Magnus Schmid (1889–1964), Pemmering (Isen)
- Hans Steinmeyer (1889–1970), Oettingen, Bayern
- Rudolf Böhm (1895–1966), Gotha, Thüringen
- August Stöber (1897–1956), Hardheim

- Frosch (1801–1874), München
- Schlag & Söhne (1832–1923), Schlesien
- Steinmeyer (Orgelbau) (1847–2001), Oettingen, Bayern
- Geschwister Kalscheuer (1849–nach 1879), Nörvenich
- Behler & Waldenmaier (~1860–1937), Oberbayern und Schwaben
- A. Schuster & Sohn (1869–1994), Zittau
- Casavant Frères (seit 1879), St-Hyacinthe, Kanada
- P. Furtwängler & Hammer (1883–1937), Hannover
- Wilhelm Schwarz & Sohn (um 1890–1960), Überlingen, Bodensee/Schwarzwald/Ortenau
- Gebr. Späth Orgelbau (1894–1971), Ennetach, Süddeutschland, Pfalz, Rheinland, Osthessen, Thüringen, Schlesien
- Gebr. Stehle (1894–), Haigerloch-Bittelbronn, Deutschland
- Witzmann (Orgelbauer) (19. Jahrhundert), Thüringen
- Carl Lösche (Ende 19. Jahrhundert), Rudolstadt
- Eduard Wagenbach Orgelbau, Limburg (bis Ende 20. Jahrhundert)